# Dolemite Is My Name
Dolemite Is My Name è un film del 2019 diretto da Craig Brewer.
Eddie Murphy interpreta il ruolo di Rudy Ray Moore, intrattenitore noto per essere stato il creatore del personaggio di Dolemite, protagonista di una popolare serie di film blaxploitation a partire dal 1975.
La pellicola è dedicata a Charlie Murphy, fratello maggiore di Eddie, deceduto nel 2017.

## Trama
Los Angeles, 1970: Rudy Ray Moore è un artista che si sente poco realizzato e limitato dal suo lavoro in un negozio di dischi. Cerrca inutilmente di convincere un dj di inserire dei pezzi sconosciuti da lui realizzati in passato nella sua scaletta, ma ovviamente gli sono preferiti i successi del momento. Di notte lavora come presentatore nel locale di Ben Taylor in cui si succedono gruppi musicali per un pubblico formato praticamente esclusivamente da afroamericani. Quando chiede al proprietario del club di poter fare un po' di cabaret tra un gruppo e l'altro, questo rifiuta.
Un giorno, nel negozio, entra un senzatetto che racconta vecchie storie in rima e in una di queste si parla di "Dolemite". Così a Moore viene l'idea di raccogliere dalla strada storie popolari di vita dei bassifondi e metterle in rima impersonando un personaggio divertente. Con un abito da magnaccia e brandendo un bastone, sale sul palco interpretando il personaggio di Dolemite, rude e sboccato, che immediatamente conquista il pubblico.
In poco tempo si sparge la voce e Moore comincia ad andare in giro ad esibirsi e ad essere sempre più richiesto. Capite le potenzialità del personaggio, chiede quindi un prestito di 250 dollari a sua zia e registra un album comico intitolato Eat Out More Often. Il disco autoprodotto è un tale successo che attira l'attenzione di una casa discografica che accetta di commercializzarlo. Moore allora va in tournée nel “profondo sud” per promuovere il disco: qui, mentre si trova in Mississippi, scorge tra il pubblico di una serata una madre single di nome Lady Reed che gli pare avere le potenzialità per affiancarlo e la convince a unirsi a lui per il resto del tour.
Moore, forte dei successi discografici, vista la presa che certi film hanno presso il pubblico, ha poi l'idea di lanciare Dolemite nel mondo del cinema. Chiede quindi alla sua casa discografica un anticipo sui diritti d'autore per finanziare la non facile produzione del film, potendo avvalersi solo di tre amici privi di qualsiasi esperienza nel campo. I dirigenti discografici accettano, ma lo avvertono dicendo che se fallirà rischia di indebitarsi con loro per il resto della sua vita. Così Moore entra in contatto con il drammaturgo Jerry Jones che, nonostante la riluttanza iniziale, accetta di scrivere la sceneggiatura secondo il gusto di Moore. I due, mentre sono in uno strip club per ingaggiare delle belle ragazze disposte a mostrarsi nude in una pellicola, trovano un attore di discreto successo, D'Urville Martin, al quale offrono un ruolo nel loro film. Lui però, intuita la pochezza della produzione, si offende salvo poi cambiare idea quando Moore gli dà l'opportunità di fare anche il regista. Il gruppo di amici si impossessa di un vecchio hotel abbandonato trasformandolo in un set cinematografico nonché sede della casa di produzione e nuova residenza di Moore, che si è venduto anche la sua casa. Rubando l'elettricità da un appartamento privato e coinvolgendo un gruppo di studenti di cinema dell'UCLA a lavorare come troupe del film, le riprese possono avere inizio.
Moore, Martin e Jones girano dunque Dolemite, un film del genere Blaxploitation con grande spazio al kung-fu e nudi femminili, secondo il gusto del pubblico di quegli anni. Martin dirige quasi suo malgrado scene in cui, a dispetto dello stesso copione, il lato comico prende spesso il sopravvento. Lasciata la troupe appena terminate le riprese, afferma che tanto il film non sarebbe mai stato visto da nessuno. 
E per un po' sembra aver ragione. Nessun distributore vuole prendere il film, troppo audace e scadente al tempo stesso. Moore, indebitato fino al collo, deve allora tornare al suo tour, avendo però perso anche molto entusiasmo. In Indiana il dj Bobby Vale lo incalza in merito al film facendogli capire che il pubblico sarebbe curioso di vederlo. Quando afferma di avere uno zio che ha una sala in città e che potrà presentare il film dopo la giusta promozione, Moore accetta rimettendoci ancora del suo.
La prima proiezione è già un successone per cui ne seguono altre fin quando uno dei distributori che lo aveva rifiutato, non lo richiama facendogli un'offerta ricchissima per proiettare la pellicola in tutto il territorio degli Stati Uniti. 
Il cast al completo raggiunge Hollywood per la premiere. A dispetto delle pessime critiche il pubblico accorre numerosissimo. E Rudy mentre gli altri entrano in sala preferisce intrattenere la gente per strada, in coda in attesa delle proiezioni successive, per tributare la sua gratitudine.

## Distribuzione
Il film è stato presentato in anteprima al Toronto International Film Festival il 7 settembre 2019. Ha avuto una distribuzione limitata nelle sale cinematografiche statunitensi a partire dal 4 ottobre 2019, per poi essere pubblicato internazionalmente da Netflix sulla propria piattaforma streaming il 25 ottobre seguente.

## Riconoscimenti
- 2020 - Golden Globe[4]
  - Candidatura per il miglior film commedia o musicale
  - Candidatura per il miglior attore in un film commedia o musicale a Eddie Murphy
- 2019 - Chicago Film Critics Association Awards[5]
  - Candidatura per i migliori costumi
- 2019 - National Board of Review Awards[6]
  - Migliori dieci film dell'anno
- 2019 - San Diego Film Critics Society Awards[7][8]
  - Miglior performance comica a Wesley Snipes
  - Migliori costumi a Ruth E. Carter
  - Candidatura per il miglior attore a Eddie Murphy
  - Candidatura per il miglior attore non protagonista a Wesley Snipes
  - Candidatura per la miglior performance comica a Eddie Murphy
  - Candidatura per la miglior scenografia a Clay A. Griffith
- 2019 - Satellite Award[9][10]
  - Migliori costumi a Ruth E. Carter
  - Candidatura per il miglior attore in un film commedia o musicale ad Eddie Murphy
- 2020 - Critics' Choice Awards[11][12]
  - Miglior film commedia
  - Migliori costumi a Ruth E. Carter
  - Candidatura per il miglior attore a Eddie Murphy
  - Candidatura per il miglior trucco